# Labeo bottegi
Labeo bottegi är en fiskart som beskrevs av Vinciguerra, 1897. Labeo bottegi ingår i släktet Labeo och familjen karpfiskar. IUCN kategoriserar arten globalt som otillräckligt studerad. Inga underarter finns listade i Catalogue of Life.